# Jorge Ferreira de Vasconcelos
Jorge Ferreira de Vasconcelos (Lisbona, 1515 – 1585) è stato un drammaturgo portoghese.
Tra le sue commedie si ricordano la moraleggiante Eufrósina (1555) e l'Ulíssipo, messo all'Indice nel 1555.